# Szénásbudatelke
Szénásbudatelke (románul: Budești-Fânațe) falu Romániában, Erdélyben, Beszterce-Naszód megyében.

## Fekvése
Budatelke mellett fekvő település.

## Története
Szénásbudatelke a második bécsi döntés által megosztott Budatelke Romániához került része, mely később önállósult
.
1941-ben 598 lakosából 594 román, 2 magyar, 1 német volt. 1956-ban 613 lakosa volt.
1966-ban 580 román lakosa volt. 1977-ben 584 lakosából 582 román volt. A 2002-es népszámláláskor pedig 423 román lakost számoltak össze itt.